# Sean McDermott (cestista)
Sean McDermott (Anderson, 3 novembre 1996) è un cestista statunitense.

## Carriera
Nativo di Anderson, in Indiana, muove i primi passi sul parquet alla Pendleton Heights High School chiudendo l’annata senior a 16.0 punti e 6.6 rimbalzi di media. Terminata l’esperienza alla high school il giocatore approda alla Butler University. Con i Bulldogs trascorrerà cinque anni guadagnandosi un minutaggio sempre crescente grazie alla sua pericolosità al tiro da fuori (oltre il 40% in NCAA). Gli 11.7 punti e 6.3 rimbalzi dell’ultima stagione universitaria non lasciano indifferente il mondo NBA e nel settembre 2020 firma un two-way contract con i Memphis Grizzlies. Scende sul parquet per 18 volte segnando 2.2 punti in 8.8 minuti di media. Nella stessa stagione disputa 6 gare in G-League con i Memphis Hustle con 17.8 punti e 4.5 rimbalzi a gara. La sua carriera prosegue nelle due stagioni successive proprio con gli Hustle dopo aver firmato un contratto come affiliate player. Nel 2021-2022 mette a referto 8.4 punti con il 43.6% da tre, mentre nell’ultima stagione scende in campo per 39 volte segnando 9.8 punti di media.
Nell'estate del 2023 la Pallacanestro Varese annuncia di aver raggiunto un accordo con l'atleta dell'Indiana per la stagione 2023/2024, con opzione per il 2024/2025. Diventerà capitano nel marzo 2024 dopo l'addio di Olivier Hanlan.

## Statistiche

### NCAA
| Anno      | Squadra         | PG  | PT | MP   | TC%  | 3P%  | TL%  | RP  | AP  | PRP | SP  | PP   |
| --------- | --------------- | --- | -- | ---- | ---- | ---- | ---- | --- | --- | --- | --- | ---- |
| 2016-2017 | Butler Bulldogs | 30  | 1  | 10,7 | 41,5 | 35,7 | 66,7 | 1,4 | 0,3 | 0,2 | 0,2 | 2,3  |
| 2017-2018 | Butler Bulldogs | 31  | 14 | 23,8 | 51,2 | 43,1 | 81,8 | 3,9 | 1,0 | 0,7 | 0,2 | 7,5  |
| 2018-2019 | Butler Bulldogs | 33  | 33 | 27,9 | 44,2 | 40,6 | 81,1 | 3,9 | 0,5 | 0,5 | 0,2 | 9,5  |
| 2019-2020 | Butler Bulldogs | 31  | 31 | 32,9 | 47,4 | 39,4 | 86,8 | 6,3 | 1,0 | 0,7 | 0,4 | 11,7 |
| Carriera  | Carriera        | 125 | 79 | 24,0 | 46,7 | 40,3 | 82,4 | 3,9 | 0,7 | 0,5 | 0,2 | 7,8  |

#### Massimi in carriera
- Massimo di punti: 27 vs Marquette (20 febbraio 2019)[1]
- Massimo di rimbalzi: 14 vs St. John's (4 marzo 2020)
- Massimo di assist: 4 (2 volte)
- Massimo di palle rubate: 4 (2 volte)
- Massimo di stoppate: 2 (3 volte)
- Massimo di minuti giocati: 41 (2 volte)

### NBA

#### Stagione regolare
| Anno      | Squadra           | PG | PT | MP  | TC%  | 3P%  | TL% | RP  | AP  | PRP | SP  | PP  |
| --------- | ----------------- | -- | -- | --- | ---- | ---- | --- | --- | --- | --- | --- | --- |
| 2020-2021 | Memphis Grizzlies | 18 | 0  | 8,8 | 39,4 | 22,7 | 100 | 1,1 | 0,2 | 0,1 | 0,2 | 2,2 |
| Carriera  | Carriera          | 18 | 0  | 8,8 | 39,4 | 22,7 | 100 | 1,1 | 0,2 | 0,1 | 0,2 | 2,2 |

#### Massimi in carriera
- Massimo di punti: 9 vs Phoenix Suns (20 febbraio 2021)[2]
- Massimo di rimbalzi: 4 (2 volte)
- Massimo di assist: 2 vs Boston Celtics (30 dicembre 2020)
- Massimo di palle rubate: 1 (2 volte)
- Massimo di stoppate: 1 (3 volte)
- Massimo di minuti giocati: 21 vs Phoenix Suns (20 febbraio 2021)

### G League

#### Regular Season
| Anno      | Squadra        | PG | PT | MP   | TC%  | 3P%  | TL%  | RP  | AP  | PRP | SP  | PP   |
| --------- | -------------- | -- | -- | ---- | ---- | ---- | ---- | --- | --- | --- | --- | ---- |
| 2020-2021 | Memphis Hustle | 6  | 6  | 30,8 | 44,1 | 31,8 | 87,5 | 4,5 | 1,5 | 0,5 | 0,3 | 17,8 |
| 2021-2022 | Memphis Hustle | 11 | 0  | 19,7 | 50,8 | 43,6 | 71,4 | 2,5 | 1,3 | 0,5 | 0,5 | 8,4  |
| 2022-2023 | Memphis Hustle | 38 | 14 | 24,5 | 44,3 | 37,2 | 77,4 | 3,4 | 1,5 | 0,4 | 0,3 | 9,8  |
| Carriera  | Carriera       | 55 | 20 | 24,2 | 45,2 | 37,3 | 78,3 | 3,3 | 1,4 | 0,5 | 0,4 | 10,4 |

### LBA

#### Regular Season
| Anno      | Squadra      | PG | PT | MP   | TC%  | 3P%  | TL%  | RP  | AP  | PRP | SP  | PP   |
| --------- | ------------ | -- | -- | ---- | ---- | ---- | ---- | --- | --- | --- | --- | ---- |
| 2023-2024 | Pall. Varese | 27 | 27 | 29,6 | 46,6 | 41,2 | 86,9 | 4,4 | 1,3 | 0,6 | 0,3 | 13,9 |
| Carriera  | Carriera     | 27 | 27 | 29,6 | 46,6 | 41,2 | 86,9 | 4,4 | 1,3 | 0,6 | 0,3 | 13,9 |